# Lijst van voetbalinterlands Kazachstan - Tadzjikistan
Deze lijst van voetbalinterlands is een overzicht van alle officiële voetbalwedstrijden tussen de nationale teams van Kazachstan en Tadzjikistan. De voormalige Sovjet-republieken speelden tot op heden vijf keer tegen elkaar, te beginnen met een vriendschappelijke wedstrijd gespeeld op 11 april 1994 in Tasjkent (Oezbekistan). Het laatste duel, eveneens een vriendschappelijke wedstrijd, vond plaats in Nur-Sultan op 16 november 2021.

## Wedstrijden
| № | Plaats     | Datum            | Competitie        | Wedstrijd                 | Uitslag |
| - | ---------- | ---------------- | ----------------- | ------------------------- | ------- |
| 1 | Tasjkent   | 11 april 1994    | Vriendschappelijk | Tadzjikistan – Kazachstan | 0 – 1   |
| 2 | Almaty     | 2 juli 2006      | Vriendschappelijk | Kazachstan – Tadzjikistan | 4 – 1   |
| 3 | Almaty     | 8 september 2007 | Vriendschappelijk | Kazachstan – Tadzjikistan | 1 – 1   |
| 4 | Almaty     | 12 augustus 2014 | Vriendschappelijk | Kazachstan − Tadzjikistan | 2 − 1   |
| 5 | Nur-Sultan | 16 november 2021 | Vriendschappelijk | Kazachstan − Tadzjikistan | 1 − 0   |

## Samenvatting
| Competitie        | Totaal gespeeld | Winst Kazachstan | Gelijk | Winst Tadzjikistan | Doelsaldo Kazachstan – Tadzjikistan |
| ----------------- | --------------- | ---------------- | ------ | ------------------ | ----------------------------------- |
| Vriendschappelijk | 5               | 4                | 1      | 0                  | 9 − 3                               |
| Totaal            | 5               | 4                | 1      | 0                  | 9 − 3                               |

## Details

### Eerste ontmoeting
| Vriendschappelijk (Tasjkent, Oezbekistan, 11 april 1994): |       |                      |
| Tadzjikistan                                              | 0 – 1 | Kazachstan           |
|                                                           | goals | 47' Oleg Kapustnikov |

### Vierde ontmoeting
| Vriendschappelijk (Almaty, Kazachstan, 12 augustus 2014): |       |                        |
| Kazachstan                                                | 2 – 1 | Tadzjikistan           |
| Bauyrzhan Islamkhan 36' Ulan Konysbayev 63'               | goals | 57' Siyovakhsh Asrorov |

KFF · A-internationals · Bondscoaches · Statistieken · Kazachs vrouwenelftal · Olympisch elftal · Kazachstan U21 · Kazachstan U20 · Kazachstan U19 · Kazachstan U18 · Kazachstan U17
1992 – 1999 · 2000 – 2009 · 2010 – 2019 · 2020 – 2029
1992 · 1993 · 1994 · 1995 · 1996 · 1997 · 1998 · 1999 · 2000 · 2001 · 2002 · 2003 · 2004 · 2005 · 2006 · 2007 · 2008 · 2009 · 2010 · 2011 · 2012 · 2013 · 2014 · 2015 · 2016 · 2017 · 2018 · 2019 · 2020 · 2021 · 2022 · 2023 ·
2024 · 2025
Albanië ·
Andorra ·
Armenië ·
Azerbeidzjan ·
Bahrein ·
België ·
Bosnië en Herzegovina ·
Bulgarije ·
Burkina Faso ·
China ·
Curaçao ·
Cyprus ·
Denemarken ·
Duitsland ·
Engeland ·
Estland ·
Faeröer ·
Finland ·
Frankrijk ·
Georgië ·
Griekenland ·
Hongarije · 
Ierland ·
IJsland ·
Irak ·
Iran ·
Japan ·
Jordanië ·
Kirgizië ·
Koeweit ·
Kroatië ·
Laos ·
Letland ·
Libanon ·
Libië ·
Liechtenstein ·
Litouwen ·
Litouwen ·
Luxemburg ·
Malta ·
Moldavië ·
Montenegro ·
Nederland ·
Nepal ·
Noord-Ierland ·
Noord-Korea ·
Noord-Macedonië ·
Noorwegen ·
Oekraïne ·
Oezbekistan ·
Oman ·
Oostenrijk ·
Pakistan ·
Palestina ·
Polen ·
Portugal ·
Qatar ·
Roemenië ·  
Rusland ·
San Marino ·
Saoedi-Arabië ·
Schotland ·
Servië ·
Singapore ·
Slovenië ·
Slowakije ·
Syrië ·
Tadzjikistan ·
Thailand ·
Tsjechië ·
Turkmenistan ·
Turkije ·
Verenigde Arabische Emiraten ·
Vietnam ·
Wales ·
Wit-Rusland ·
Zuid-Korea ·
Zweden
TFF · A-internationals · Tadzjieks vrouwenelftal
1994 – 1999 ·
2000 – 2009 ·
2010 – 2019 ·
2020 − 2029
Afghanistan ·
Australië ·
Azerbeidzjan ·
Bahrein ·
Bangladesh ·
Bhutan ·
Brunei ·
Cambodja ·
China ·
Estland ·
Filipijnen ·
Guam ·
Hongkong ·
India ·
Irak ·
Iran ·
Japan ·
Jemen ·
Jordanië ·
Kazachstan ·
Kirgizië ·
Koeweit ·
Libanon ·
Macau ·
Malediven ·
Maleisië ·
Mongolië ·
Myanmar ·
Nepal ·
Noord-Korea ·
Oeganda ·
Oezbekistan ·
Oman ·
Oost-Timor ·
Pakistan ·
Palestina ·
Qatar ·
Rusland ·
Saoedi-Arabië ·
Singapore ·
Sri Lanka ·
Syrië ·
Thailand ·
Trinidad en Tobago ·
Turkmenistan ·
Verenigde Arabische Emiraten ·
Vietnam ·
Wit-Rusland ·
Zuid-Korea